# Marcus Öberg
Marcus Öberg (* 18. Februar 1982 in Malmö, Schweden) ist ein schwedischer Thaiboxer und K-1-Kämpfer. Er kämpft für das Malmö Muay Thai Gym aus Malmö (Schweden). Mit einem Gewicht von 71 kg bei einer Größe von 1,80 m tritt Öberg in der Gewichtsklasse Weltergewicht an und hat eine Kampfstatistik von 23 Siegen, davon 7 durch (T)KO, und 5 Niederlagen. Seine Karriere begann er im Jahr 2002. 

## Erfolge
- 2006: Schwedischer Meister im Muay Thai in der Klasse bis 75 kg
- 2006: Champions Fight Night 4-Man Tournament Champion
- 2008: K-1 Scandinavia MAX Champion
- 2008: Busan TAFISA World Games IFMA Amateur Muay Thai Bronzemedaille in der Klasse bis 71 kg
- 2008: Schwedischer Meister im Muay Thai in der Klasse bis 71 kg